# سارا آلگوتسون استهولت
سارا آلگوتسون استهولت (انگلیسی: Sara Algotsson Ostholt؛ زادهٔ ۱۹۷۴) ورزشکار اهل سوئد است.
وی در مسابقات کشوری و بین‌المللی در مجموع برندهٔ ۲ مدال نقره شده‌است.